# DHB-Pokal der Frauen 2020/21
Der DHB-Pokal der Frauen 2020/21 war die 47. Austragung des wichtigsten deutschen Hallenhandball-Pokalwettbewerbs für Frauen. Die SG BBM Bietigheim gewann erstmals den DHB-Pokal.

## Teilnehmende Mannschaften
Bedingt durch die COVID-19-Pandemie nahmen nur die Bundesligisten am DHB-Pokalwettbewerb teil.

## Hauptrunden

### Achtelfinale
Die Auslosung des Achtelfinales fand am 18. September 2020 während des Bundesligaspiels zwischen dem VfL Oldenburg und der HSG Bensheim/Auerbach statt. Als Losfee fungierte die ehemalige Nationalspielerin Kim Birke.
| Datum            | Uhrzeit   | Heimmannschaft             |   | Gastmannschaft          | Ergebnis      |
| ---------------- | --------- | -------------------------- | - | ----------------------- | ------------- |
| 4. November 2020 | 19:30 Uhr | Buxtehuder SV              | – | Borussia Dortmund       | 26:25 (12:14) |
| 4. November 2020 | 20:00 Uhr | HL Buchholz 08-Rosengarten | – | VfL Oldenburg           | 30:22 (12:13) |
| 4. November 2020 | 20:00 Uhr | 1. FSV Mainz 05            | – | SG BBM Bietigheim       | 25:42 (12:22) |
| 7. November 2020 | 16:30 Uhr | HSG Blomberg-Lippe         | – | HSG Bensheim/Auerbach   | 31:23 (20:11) |
| 7. November 2020 | 18:00 Uhr | Neckarsulmer Sport-Union   | – | Bayer 04 Leverkusen     | 24:27 (14:18) |
| 7. November 2020 | 19:00 Uhr | HSG Bad Wildungen          | – | SV Union Halle-Neustadt | 37:31 (17:12) |
| 7. November 2020 | 19:00 Uhr | Frisch Auf Göppingen       | – | Thüringer HC            | 16:31 (10:20) |
| 7. November 2020 | 19:30 Uhr | TuS Metzingen              | – | TSG Ketsch              | 36:15 (20:04) |

### Viertelfinale
Am 25. November 2020 loste die ehemalige Nationalspielerin Clara Woltering die Viertelfinalpartien auf der Geschäftsstelle der HBF aus.
| Datum            | Uhrzeit   | Heimmannschaft      |   | Gastmannschaft             | Ergebnis      |
| ---------------- | --------- | ------------------- | - | -------------------------- | ------------- |
| 30. Januar 2021  | 16:30 Uhr | HSG Blomberg-Lippe  | – | Buxtehuder SV              | 27:20 (14:07) |
| 30. Januar 2021  | 18:00 Uhr | Thüringer HC        | – | TuS Metzingen              | 32:35 (14:15) |
| 31. Januar 2021  | 16:00 Uhr | Bayer 04 Leverkusen | – | HL Buchholz 08-Rosengarten | 23:24 (11:12) |
| 17. Februar 2021 | 16:00 Uhr | SG BBM Bietigheim   | – | HSG Bad Wildungen          | 34:22 (16:10) |

## Final Four
Zum dritten Mal wurde das Final Four unter der Bezeichnung OLYMP Final4 in der Stuttgarter Porsche-Arena ausgetragen. Es fand am 15. und 16. Mai statt. Die ehemalige Nationalspielerin Nadine Krause zog am 26. Februar 2021 in der Halbzeit der Bundesligapartie zwischen Bayer 04 Leverkusen und Buxtehuder SV die beiden Halbfinalbegegnungen des Final Four.

### Halbfinale
| Datum        | Uhrzeit   | Heimmannschaft     |   | Gastmannschaft             | Ergebnis      |
| ------------ | --------- | ------------------ | - | -------------------------- | ------------- |
| 15. Mai 2021 | 12:00 Uhr | HSG Blomberg-Lippe | – | HL Buchholz 08-Rosengarten | 19:22 (12:13) |
| 15. Mai 2021 | 14:30 Uhr | TuS Metzingen      | – | SG BBM Bietigheim          | 23:27 (11:15) |

### Finale
Die Sieger der beiden Halbfinalbegegnungen spielten am 16. Mai 2021 um 17:15 Uhr im Finale um den Titel des Deutschen Pokalsiegers 2021.
| Datum, Uhrzeit          | Heimmannschaft             |   | Gastmannschaft    | Ergebnis      |
| ----------------------- | -------------------------- | - | ----------------- | ------------- |
| 16. Mai 2021, 17:15 Uhr | HL Buchholz 08-Rosengarten | – | SG BBM Bietigheim | 22:27 (13:11) |